# Східницька (пам'ятка природи)
Схі́дницька — пралісова пам'ятка природи місцевого значення в Україні. Розташована в межах Дрогобицького району Львівської області, на південний захід від села Рибник. 
Площа 34 га. Статус присвоєно згідно з рішенням Львівської обласної ради від 12.03.2019 № 816. Перебуває у віданні ДП «Дрогобицький лісгосп» (Східницьке лісництво, кв. 56, вид. 2, кв. 60, вид. 1, 2). 
Статус присвоєно з метою збереження залишків корінного природного старовікового лісу, в деревостані якого переважають листяні породи. Територія пам'ятки природи розташована в межах гірського масиву Сколівські Бескиди. 